# Tauno Miesmaa

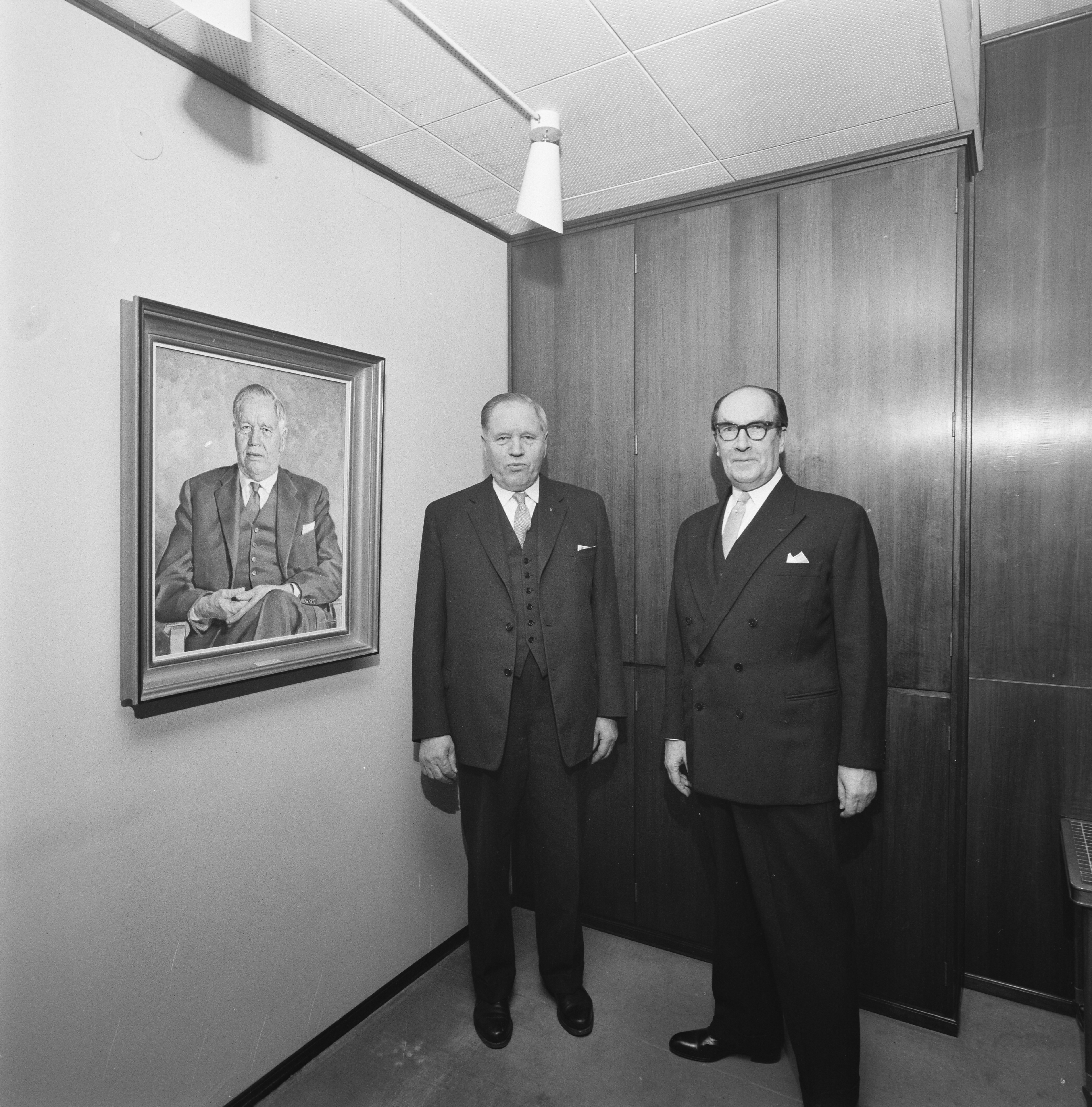
Tauno Miesmaa (t.h.) och minister Eemil Luukka vid porträttet år 1961.

Tauno Olavi Miesmaa, född Messman den 11 mars 1891 i Helsingfors, död där den 11 augusti 1980 i Helsingfors, var en finländsk konstnär.

## Biografi
Miesmaa började sin utbildning Tekniska högskolan 1909–1912 och fortsatte vid Helsingfors universitet 1912–1913 för att sedan gå över till konstutbildning vid Helsingfors universitets ritsal 1913–1918. Han bedrev därefter privata studier för Eero Järnefelt 1918–1923. Under åren 1912–1959 gjorde han studieresor till flera europeiska länder.
Miesmaa började sin konstnärskarriär och gjorde sin debut som karikatyrtecknare 1923, men övergick då till att försörja sig som porträttmålare. Han utförde totalt ca 600 porträttmålningar av finländska politiker, vetenskapsmän och författare.
År 1964 tilldelades Miesmaa Pro Finlandia-medaljen och  1970 erhöll han professors titel. Han var ordförande i Finlands tecknarförbund 1938–1946.